# 万佛圣城
万佛圣城（英語：City of Ten Thousand Buddhas），宣化上人建造的国际佛教寺院和佛学中心，这是建立于美国的汉传佛教禅宗寺庙之一，也是在西半球最大的佛教团体之一，主要宗派是禅宗中的沩仰宗，禅、净、密、律、教五宗为主要修持法门。万佛圣城位于加利福尼亚州尤奇亞市（Ukiah）以東约2英里（3.2公里），旧金山以北110英里（180公里）的塔爾梅奇鎮（Talmage）。

## 歷史

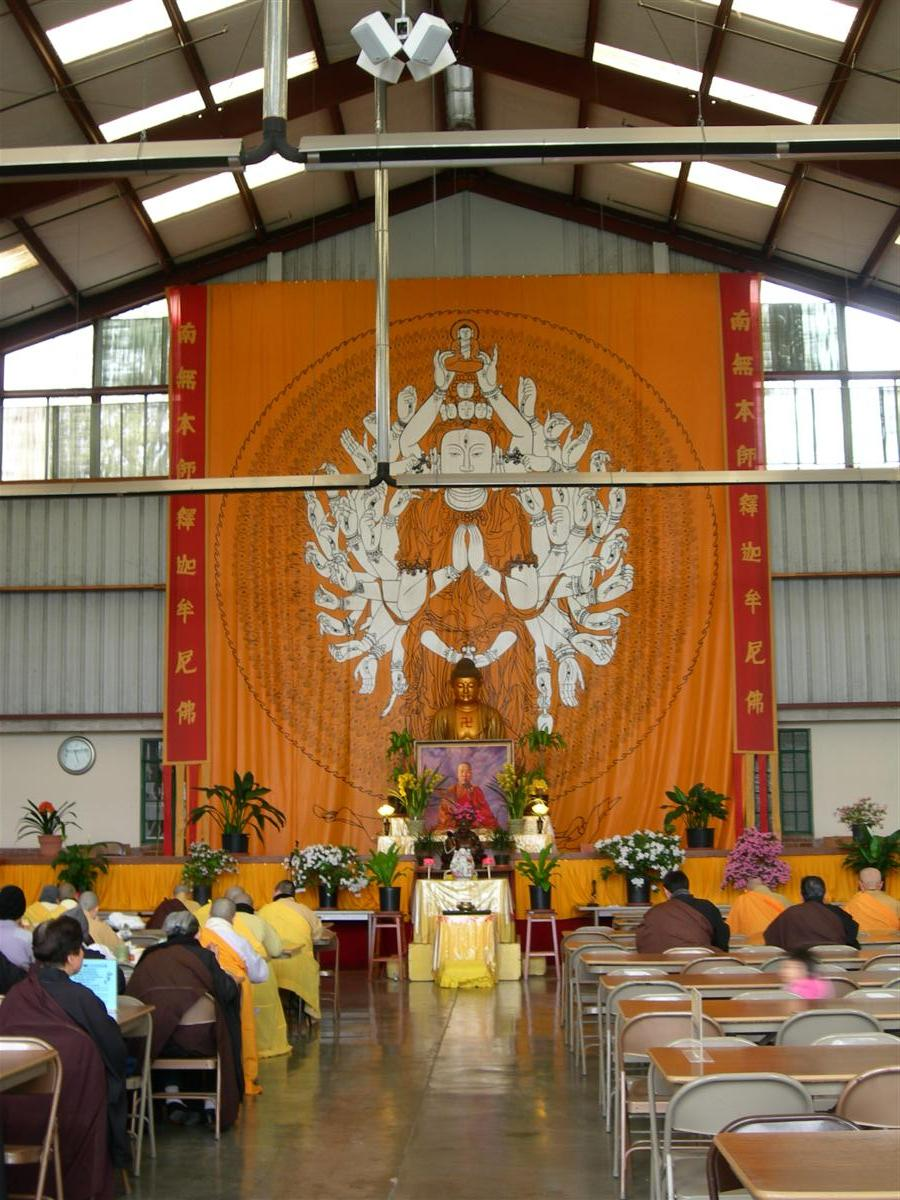
五觀堂。

法界佛教總會在1974年購買該處，於1976年改建成一個国际佛教中心。
該處原爲1889年美國加州建立的州立精神病院，有三棟體育館，一棟消防站，一個游泳池，一個垃圾焚燒爐，消防栓，及其他設施。一條柏油路蜿蜒其中；路两旁有超過百年的高大路灯和樹木。電力、供水、供暖、空調管道的連接都在地下。建築設計和建築材料都是當時最先進的。
考慮到該處自然环境對修行非常理想，宣化上人訪問過該處三次，並與賣主談判多次。他希望建立一個中心，以把佛法傳播到全世界，及將創始於東方的佛法介紹給西方世界，以提高人們的道德標準和認識水平。
萬佛聖城佔地488英亩土地（2平方公里），其中80英亩（0.3平方公里）已開發。其餘土地，包括草坪、果園和樹林。大型建筑物和较小些的住宅分布於城內的西區，包括佛殿、寺院设施、教育机构、行政辦公室、大厨房、齋堂、君康素餐館及其他建築等。

## 建筑设施

### 万佛宝殿
万佛宝殿（The Jeweled Hall of 10,000 Buddhas）

万佛宝殿是万佛圣城七众弟子（比丘、比丘尼、式叉摩那尼、沙弥、沙弥尼、优婆塞、优婆夷）参加佛门日课的中心。殿堂上，铺着曙红色地毯，摆着槐黄色拜垫，上方垂悬着片片幢幡，整个佛殿的气氛显得庄严肃穆，古意盎然。
这栋宽敞佛殿的前身，原来是个室内篮球场。所以殿内整个硬体设计，仍然保留着密封式的厢壁与阁楼。万佛宝殿里供奉着千手千眼观世音菩萨，这尊将近二十尺高的木刻菩萨造像，巍巍伫立，法相庄严，化佛头冠立，层层千手穿前后，朗朗慈目掌心现。这是上人在十多年前，从香港聘请一位中国当代佛像木雕大师王泰生居士，前来万佛圣城雕造的。
万佛宝殿四壁龛内，龛龛相连，一个佛龛供奉一尊佛像，大大小小总共有一万尊佛像。这一万尊佛像，是宣公上人亲手塑造描刻的。据说上人塑造万佛时，还在每一尊佛像里安放一撮自己的头发。

### 无言堂
无言堂（Hall of No Words）

这里以前是宣化上人早年教育学子的地方，现在摆放着宣化上人的遗物，是一个纪念馆。

### 法界佛教大学
法界佛教大学（Dharma Realm Buddhist University）

1976年建立的法界佛教大學，目的是为了提高僧众的学识和培育佛教人才，以仁义道德为宗旨。

### 君康素食馆
君康素食馆（Jyun Kang Vegetarian Restaurant）

这是供参访的访客就近用餐的餐厅，只提供素食。

### 如来寺
如来寺（Tathagata (Rulai) Monastery）

这里主要是寺院僧侣进行休息的地方，也是进行禅七活动的主要场所。

### 大悲院
大悲院（Great Compassion Courtyard）

这里主要是男众的宿舍。

### 福居楼
福居楼
这里是宣化上人专为老年僧侣建立的场所。

### 钟楼和鼓楼
钟楼和鼓楼（Bell and Drum House）

这里主要是放着敲钟和击鼓报时工具的房屋。

### 佛经翻译所
佛经翻译所（Institute for the Translation of Buddhist Texts）

这里主要是翻译佛经的场所，现在已经搬迁到了加利福尼亚州的Berkeley。

### 喜舍院
喜舍院（Tower of Blessings） 

这里是女众的宿舍。

### 妙语堂
妙语堂（Wonderful Words Hall）

这里每天播放宣化上人的讲法录音。

### 五观堂
五观堂（Five Contemplations Dining Hall）

该建筑在1982年完成，这是是僧众和居民的社区，按照正规的寺院戒律，他们每天只吃一顿午饭，而且这里只有纯素食供应，大厅可容纳3000多人。

### 妙觉佛教学院
目前正在建设中，未来为培育僧才，教导居士，以及跟各方学界，促进彼此互相交流的地方。

### 地藏殿
目前已經建设完成，但尚未對外開放，未来为大型法会期间，佛殿容纳不下的信众可转至地藏殿。禅七时老参可分散到地藏殿坐禅。

### 育良小学、培德中学、僧伽居士训练班
它们都是宣化上人在1976年建造的，主要是从小就开始培养佛教人才。

## 日課

### 上午
- 03:30：打板起床（Wake up）
- 04:00-05:00：早課（Morning Recitation）
- 05:00-06:00：拜願（Universal Bowing）
- 06:00-07:00：打坐/自修（Meditation／Self-study）
- 06:15-06:45：早齋（Breakfast）
- 07:00-08:00：誦《華嚴經》（Avatamsaka Sutra study）
- 08:00-10:30：上課/工作（Classes, study or work）
- 10:30-12:00：上供及午齋（Meal Offering／Lunch）

### 下午
- 12:30-14:00：大悲懺（Great Compassion Repentance）
- 14:00-17:00：上課/工作（Classes, study or work）
- 17:00-18:30：打坐/自修（Meditation／Self-study）
- 17:15-17:45：藥石（居士晚餐）（Dinner for Laity）

### 晚上
- 18:30-19:30：晚課（Evening Recitation）
- 19:30-21:30：聽經及咒心（Lecture／Mantra Recitation）
- 22:30：安板熄燈（Lights Out）

*備註：農曆初一及十五，上供提前於9:50開始（Meal Offering Ceremony starts at 9:50 AM on the 1st and 15th of the Lunar month.）